# Falsificación (arte)

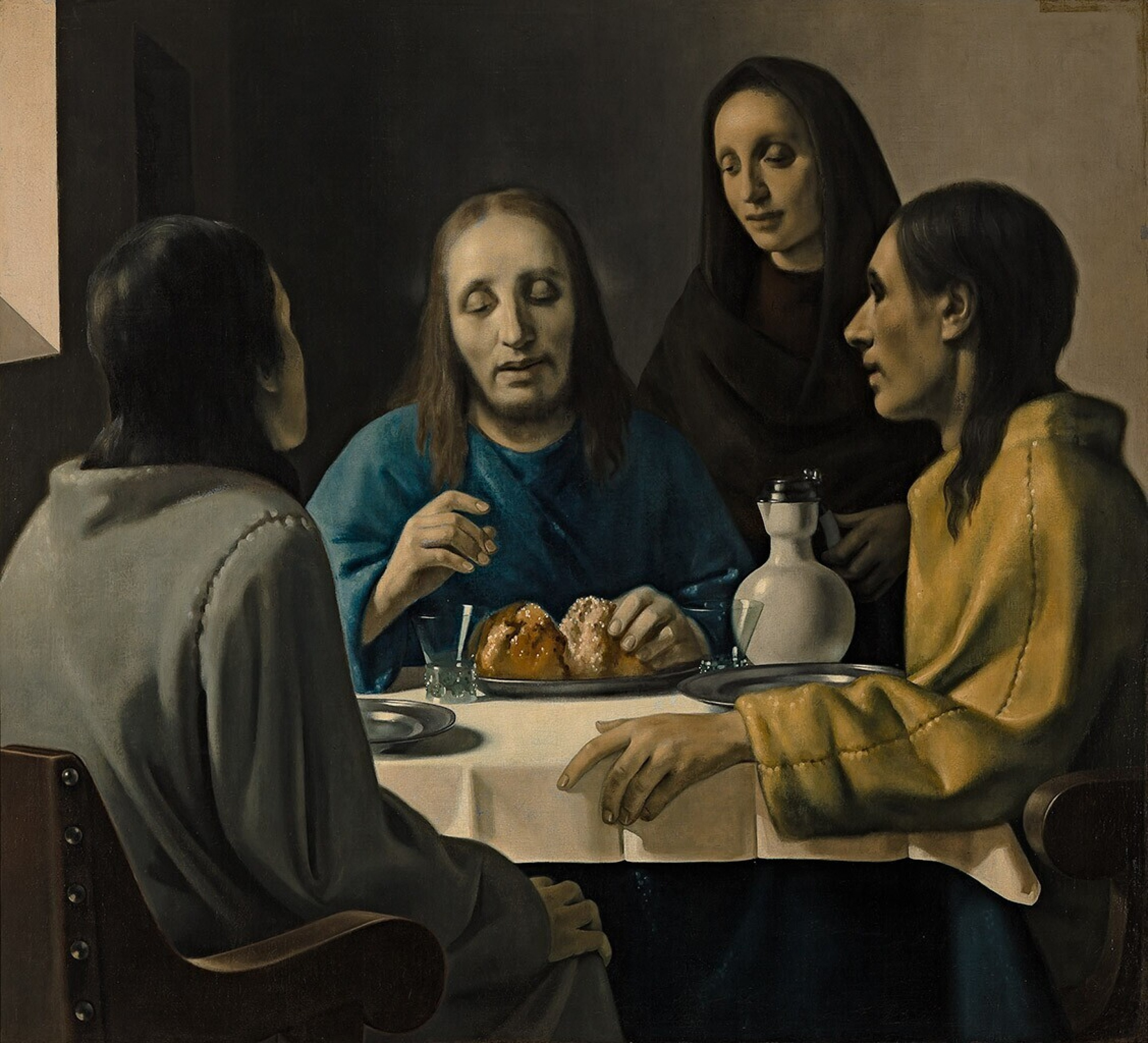
La cena de Emaús, pintada por Han van Meegeren al estilo de Vermeer

La Dame en Bleu, imitación de Picasso por Elmyr de Hory

Una falsificación de arte es una obra producida como imitación o falsificación de otra original, generalmente para hacerla pasar por creación de un artista de renombre y obtener un beneficio por ello. Es un fenómeno inherente a la creación artística desde que las obras de arte empezaron a ser compradas y vendidas como objetos de valor. Pueden ser objeto de falsificación tanto pinturas, esculturas y grabados como obras de arte decorativo y antigüedades.
El arte es entendido generalmente como cualquier actividad o producto realizado con una finalidad estética y comunicativa, mediante la cual se expresan ideas, emociones y, en general, una visión del mundo, a través de diversos recursos, como los plásticos, lingüísticos, sonoros, corporales y mixtos.
Desde siempre, el ser humano ha sentido fascinación por el arte, hecho que le ha llevado a la adquisición de obras de arte, para su disfrute personal o, desde el crecimiento del mercado artístico en el Renacimiento, como inversión económica. La valoración de la obra de arte como mercancía susceptible de ser adquirida por una contraprestación económica comienza con la toma de conciencia de la singularidad del arte, de su valor como obra única e irrepetible, unido a aspectos como su antigüedad, su calidad, su autenticidad y otros factores. El comercio artístico surgió en Grecia y Roma, pero se consolidó en el Renacimiento: en el siglo XVI existían ya en Venecia y Florencia lonjas especializadas en la transacción del arte. En el siglo XVII el principal centro comercializador de arte fueron los Países Bajos, donde una creciente burguesía hacía del arte un reflejo de su estatus social. En el siglo XIX el mercado del arte cobró una gran difusión, en paralelo a la apertura de los museos públicos y a la realización de exposiciones internacionales donde se exhibían los mejores productos, tanto artísticos como industriales, de todos los países. Proliferó entonces la apertura de galerías privadas de arte y apareció la figura del marchante de arte, que, a menudo, jugaría un papel relevante en su relación con los artistas y llegaría a cobrar un protagonismo propio.

## Concepto
Una falsificación en arte es una obra concebida para suplantar otra de un autor cotizado en el mercado del arte, por cuya autoría habría clientes dispuestos a pagar grandes cantidades de dinero. Para ser considerada falsificación, dicha obra debe haber sido concebida con la clara intención de defraudar, ya que, sobre todo en el pasado, muchas obras de arte no fueron firmadas por sus autores y existen atribuciones dudosas, dejando aparte el hecho de que numerosos artistas de renombre tenían talleres donde trabajaban una gran cantidad de ayudantes y aprendices, que a menudo elaboraban las obras que luego firmaba su maestro. En tal sentido, una obra de arte falsa puede ser una elaborada como copia de otra original o bien una realizada a imitación del estilo del artista, sin que sea necesariamente una obra real ya existente.
La falsificación va ligada a la comercialización del arte, por lo que surgió en las civilizaciones evolucionadas, especialmente la occidental. Es un fenómeno histórico y cultural, ligado al comercio y la especulación. Hay que señalar que, jurídicamente, el delito no surge hasta que una falsificación intenta ser comercializada, por lo que la imitación de una obra para fines personales no sería considerado una falsificación.
Los falsificadores deben poner especial cuidado en la técnica utilizada, que debe ser fiel copia del original, así como del material utilizado, que debe tener una apariencia de verosimilitud con la época en que fue elaborado el original. Para ello suelen reutilizar materiales antiguos, especialmente maderas y telas, o bien realizar procesos de envejecimiento de materiales nuevos. Suele ser frecuente el uso de barnices, resinas o betún de Judea para dar una pátina de antigüedad a la obra. En ocasiones, también se falsifican sellos o etiquetas de exposiciones, galerías o colecciones, colocados en el marco o el bastidor de la obra. Lo más frecuente es falsificar la firma del artista.
De cara al descubrimiento e identificación de falsificaciones se emplean numerosas técnicas, desde el análisis estilístico, pasando por la grafología, la espectrografía, la macrofotografía y el microscopio, hasta las técnicas modernas como los rayos X y ultravioletas, la luz infrarroja, el carbono-14 o los análisis químicos. También hay que tener en cuenta los propios errores de los falsificadores, desde fallos en la iconografía hasta todo tipo de anacronismos, especialmente en la vestimenta y objetos propios de la época.

## Historia

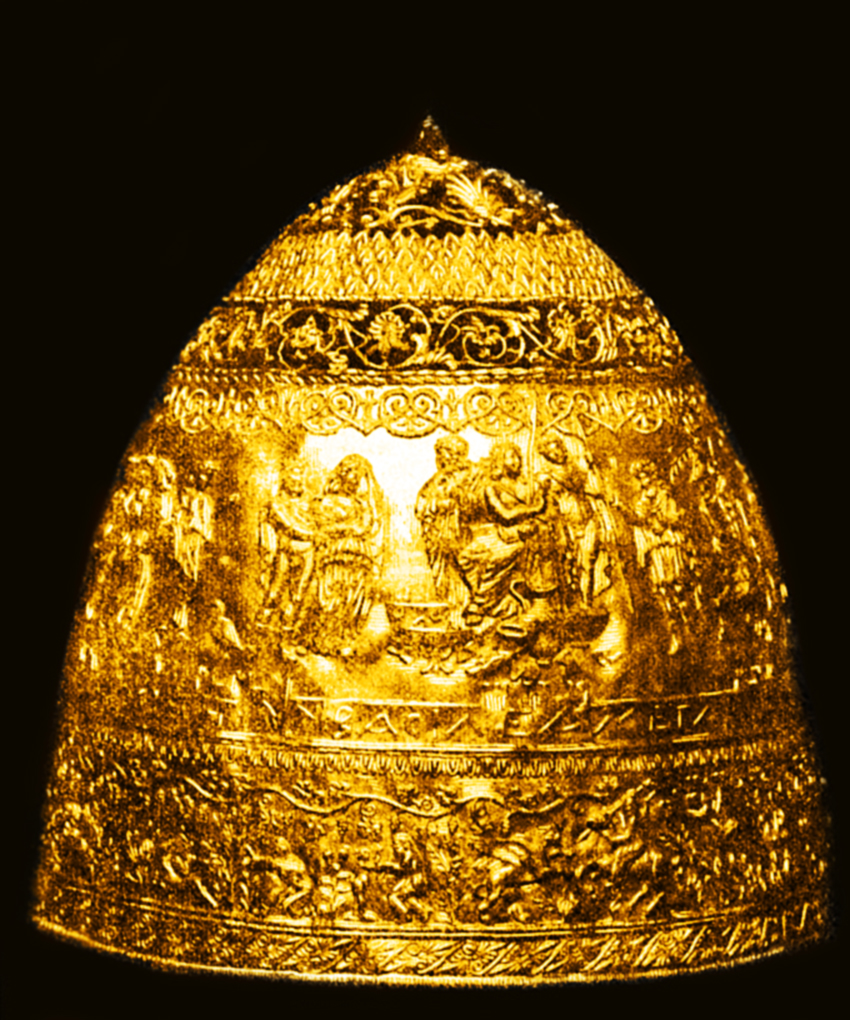
La tiara de Saitafernes, falsificación comprada en 1896 por el Museo del Louvre

El fenómeno de la falsificación surgió de forma masiva en la Antigua Roma, especialmente en época imperial, cuando se puso de moda el arte griego entre la nobleza romana, por lo que se elaboraron numerosas obras que fueron pasadas por originales griegos. En la Edad Media fueron especialmente las reliquias las que fueron objeto de falsificación, ya que eran muy disputadas por catedrales, iglesias y abadías. El mercado de la falsificación aumentó en el Renacimiento, época en que empezaron a cotizarse las obras de artistas de renombre y en que la demanda era superior a la oferta. El propio Giorgio Vasari declaró en sus memorias que poseía un cuadro falso de Tommaso della Porta, el cual conservaba por la calidad de la imitación. También cuenta Vasari que el mismo Miguel Ángel esculpió un Cupido dormido que hizo pasar por antigüedad romana, enterrándolo y descubriéndolo luego por casualidad, el cual vendió al cardenal Riario por doscientos ducados. En esta época comenzó también la falsificación de arte gráfico, especialmente los grabados de Durero, del cual Marcantonio Raimondi hizo numerosas falsificaciones. Un caso famoso fue la copia del Retrato de León X de Rafael encargada por el papa Clemente VII a Andrea del Sarto, que entregó al duque de Mantua, Federico II Gonzaga, quien se había encaprichado del cuadro, para poder conservar el original; actualmente el original se conserva en la Galería de los Uffizi de Florencia y la copia en el Museo de Capodimonte de Nápoles.
En el siglo XVII el mercado de la falsificación se extendió y surgieron talleres encargados tan solo de producir cuadros falsos, generalmente especializados en determinados artistas: el de Pietro della Vecchia, que imitaba a Giorgione y Tiziano; el de Terenzio da Urbino, que falsificaba obras de Rafael; el de Hans Hoffmann, especializado en Durero; o el de Jan Pieters, que producía falsos Rubens. Uno de los falsificadores más famosos fue Sébastien Bourdon, creador de cuadros falsos de Claudio de Lorena, Giovanni Benedetto Castiglione y Pieter van Laer, sobre todo. También Luca Giordano, un célebre pintor con obra propia de gran calidad, pero que también falsificó a artistas como Bassano, Tiziano y Tintoretto. Un hecho curioso es que Giordano ganó varios pleitos que se le presentaron por la calidad de sus falsificaciones. En esta época el mercado de la obra falsa estaba tan extendido que algunos artistas empezaron a catalogar sus obras, como Claudio de Lorena, que inició su Liber Veritatis, donde consignaba unos esbozos de sus creaciones junto con los datos de sus obras, como la fecha o el comitente. Otros artistas que registraron sus obras fueron Elisabetta Sirani, Marcantonio Franceschini y Carlo Antonio Tavella.
En el siglo XVIII el mercado de la falsificación descendió ligeramente, al menos en cuanto a imitación de obras de artistas de la época, aunque proliferó la falsificación de obras de la antigüedad, debido al descubrimiento de las ruinas de Pompeya y Herculano, que comportó una revalorización del arte clásico que condujo al neoclasicismo. Un discípulo de Solimena, Giuseppe Guerra, montó un taller de falsificación de pinturas pompeyanas e incluso un artista de renombre como Anton Raphael Mengs elaboró un Júpiter y Ganímedes que hizo pasar por obra de la antigüedad, engañando al propio Winckelmann. En 1735 se promulgó en Inglaterra una ley contra la falsificación por vez primera.

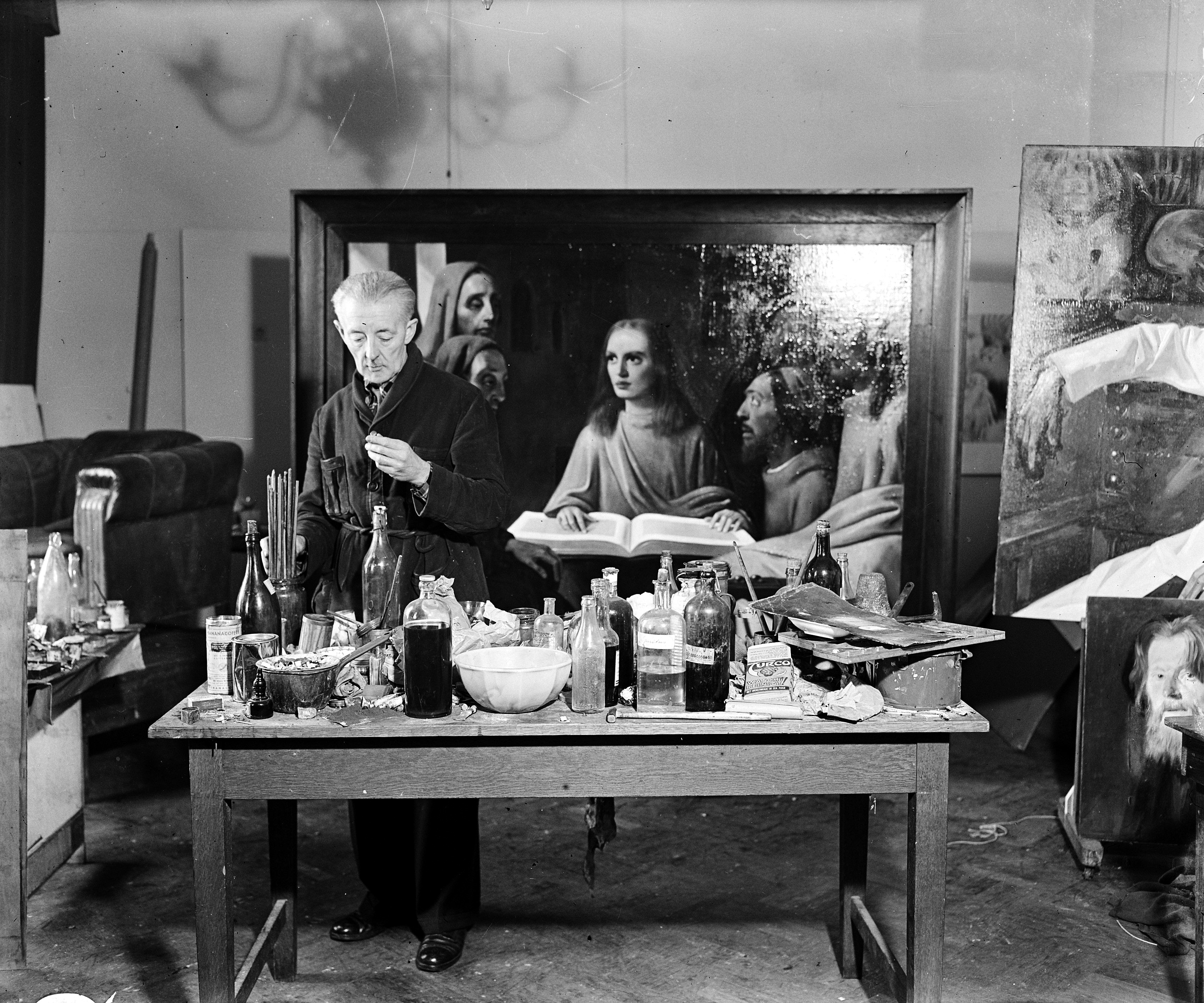
Han van Meegeren, uno de los más famosos falsificadores

La época dorada de la falsificación fue el siglo XIX, motivada por el auge de la burguesía como estamento dedicado en gran medida al coleccionismo junto con la nueva concepción romántica del artista como genio inspirado, que hizo valorar la obra de determinados artistas por su singularidad. El Romanticismo comportó igualmente la revalorización de artistas del pasado como Lucas Cranach el Viejo, que fue profusamente falsificado, sobre todo por Wolfgang Rohrich. Por otra parte, estilos como el prerrafaelismo y el nazarenismo pusieron de moda el Renacimiento italiano, que fue objeto igualmente de una intensa falsificación. Entre los artistas de la época más falsificados cabe destacar a Courbet, Millet, Daubigny y Monticelli. Un caso aparte fue el de Camille Corot, que firmaba obras de amigos y discípulos suyos haciéndolas pasar como propias. En esta centuria tuvo un gran auge la falsificación de obras antiguas, en la que intervinieron tanto artistas como anticuarios, siendo de reseñar falsificaciones como los falsos bronces sardos, las terracotas moabitas, los ídolos ibéricos del Cerro de los Santos o la famosa tiara de Saitafernes, comprada en 1896 por el Louvre.
En el siglo XX se compaginó la falsificación de artistas antiguos con la de contemporáneos. En esta época surgieron algunos nombres de falsificadores famosos, como Otto Wacker, que falsificaba obras de Van Gogh; Elmyr de Hory, que imitaba obras de Picasso, Dufy, Derain, Modigliani y otros; o Han van Meegeren, recreador de obras de Vermeer, autor de una Cena de Emaús que fue autentificada como original por varios expertos y comprado por el Museo Boijmans van Beuningen de Rotterdam en 1934, hasta que se descubrió el engaño en 1945. Otro caso famoso fue el de los falsos frescos medievales de Santa María de Lübeck, obra de Lothar Malskat, destruidos en 1950.